# Cá chuôn bụng tròn
Cá chuôn bụng tròn (Zacco platypus) là một loài cá bản địa sông suối Trung Quốc, bán đảo Triều Tiên, Nhật Bản và miền bắc Việt Nam. Chúng có thể đạt tới 20 xentimét (7,9 in) dù thường chỉ lớn đến 13 xentimét (5,1 in). Nguồn thức ăn chính là động vật phù du, cá nhỏ, tảo, mảnh vụn trong nước. Ở Nhật Bản, nó có tên gọi là oikawa オイカワ.

## Mô tả
Cá chuôn bụng tròn có đầu và mắt to vừa, mắt nằm ở nửa trên đầu. Miệng to, hàm kéo dài đến tận ngang rìa sau mắt. Người nó thon dài, giẹp dần về phần sau. Chiều dài tối đa là 20 cm, nhưng thường thường cá chuôn bụng tròn dài đến 13 cm. Vây đuôi xẻ ra hai thuỳ. Đầu không có vảy. Mặt lưng tối màu hơn, trong khi phần còn lại của cơ thể ánh bạc. Vào mùa sinh sản, trên mình cá trống sẽ hiện lên khoảng 10 sọc đứng màu xanh lam. Một cá thể có thể sống đến 6 năm hay hơn.

## Môi trường sống
Đây là loài cá nước ngọt. Cá trưởng thành ưa sông ngòi có dòng chảy nhanh. Chúng không ưa vùng nước sâu, ứ đọng. Khi đã trưởng thành, chúng ít bơi trên tầng mặt vì nguồn thức ăn của chúng nằm quanh đáy.

## Phân bố
Loài cá này phân bố rộng rãi ở Trung Quốc, bán đảo Triều Tiên và miền bắc Việt Nam. Chúng cũng có mặt ở Nhật Bản và tây bắc Đài Loan. Chúng sống trong vùng có nhiệt độ 10°- 22 °C là chủ yếu.

## Chế độ ăn
Đây là loài ăn tạp, song ưa ăn thịt hơn thực vật. Chúng ăn động vật phù du, cá nhỏ, rêu tảo, mảnh vụn trong nước. Cá non ăn côn trùng và ấu trùng là chính. Cá non thường kiếm mồi theo bầy đàn, bơi đi săn vào lúc bình minh. So với cá non thì cá trưởng thành có xu hướng kiếm ăn một mình hơn.

## Sinh sản
Trong tự nhiên, vào mùa sinh sản con trống trở nên sặc sở hơn để thu hút bạn tình. Cá chuôn bụng tròn không chăm giữ trứng sau khi đẻ. Trong môi trường nuôi nhốt, chưa ghi nhận trường hợp cho sinh sản thành công.

## Công dụng với con người

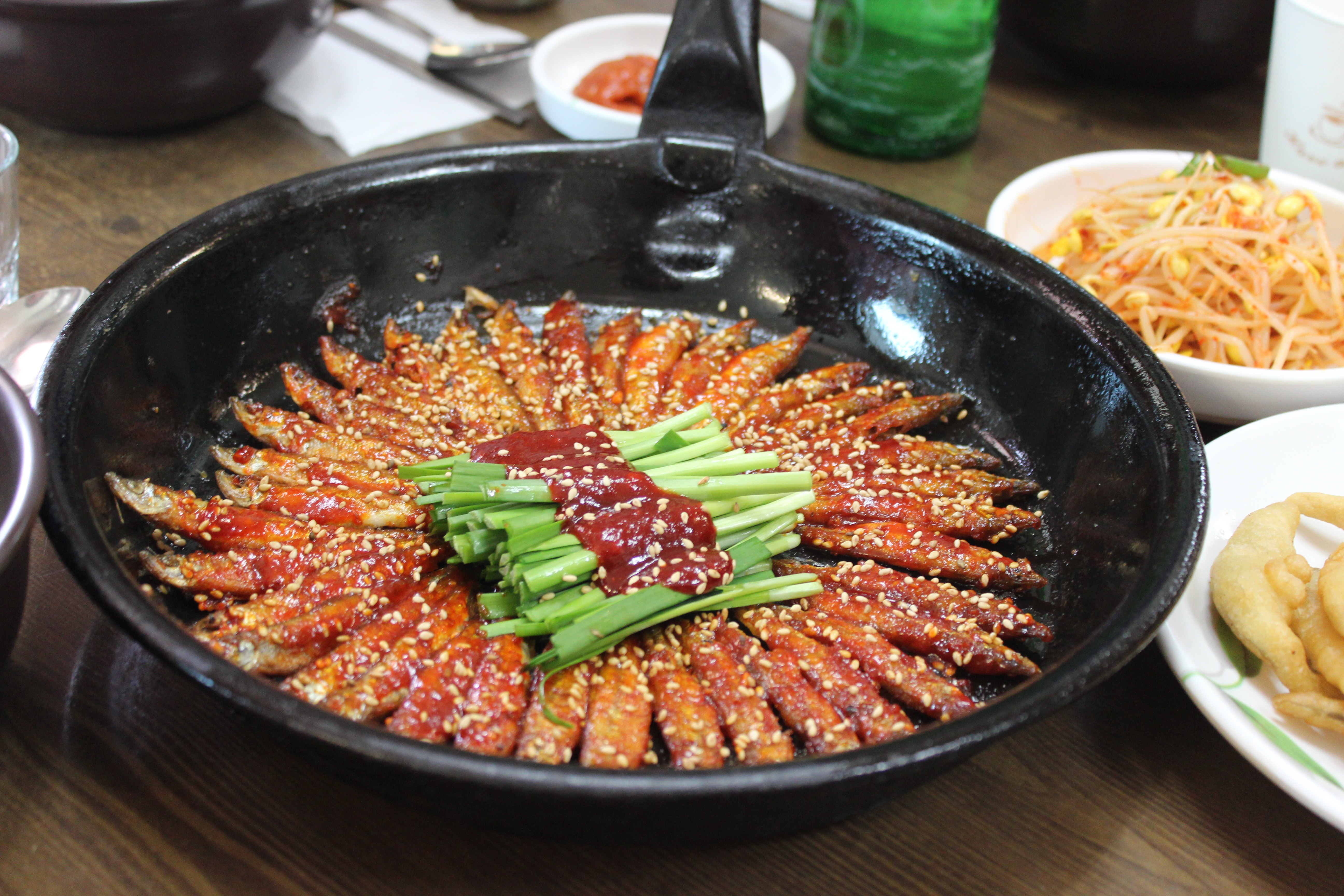
Dori-baengbaengi

Với người đi câu, loài cá này là mồi câu cá lớn hơn. Nó còn được bắt để làm thức ăn. Do màu sắc đẹp, cá chuôn bụng tròn cũng là một loài cá cảnh.